# Taille-Hüft-Verhältnis

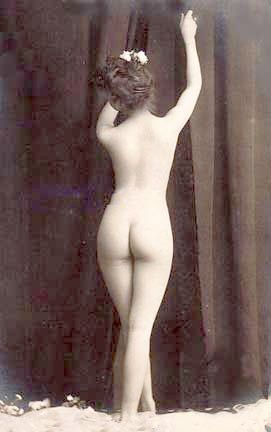
„Sanduhr-Silhouette“ bei einer Frau

Als Taille-Hüft-Verhältnis (THV), Taille-Hüft-Index (THI) oder Taille-Hüft-Quotient (THQ) (englisch Waist-hip ratio oder Waist-to-hip ratio, WHR) wird das Verhältnis zwischen Taillen- und Hüftumfang angegeben. In der Medizin dient der Taille-Hüft-Index der Einschätzung möglicher Gesundheitsrisiken, insbesondere von Herz-Kreislauf-Erkrankungen durch Übergewicht.

## Evolutionsbiologie
Das THV gilt als ein Maß für die Attraktivität einer Frau, indem – kulturunabhängig – Frauen mit einem Wert von 0,7 und weniger von Männern als attraktiver beurteilt werden. Erstmals unterstrichen wurde dieser Zusammenhang 1993 von dem Psychologen Devendra Singh von der Universität Austin in Texas, der die im Playboy abgelichteten Fotomodelle und hier vor allem die „Playmates des Monats“ der Jahre 1955 bis 1990 für seine Untersuchungen heranzog und davon ausgehend 700 Männer befragte. Zwischenzeitlich wurden diese Befunde u. a. durch die Untersuchung früher englischer, indischer und chinesischer Literatur ergänzt, in der bei Frauen durchgehend nur schlanke Taillen, nicht aber große Taillenumfänge bewundernd erwähnt werden.

## Kardiologie

Messung vom Taille-Hüft-Verhältnissen

Der Taille-Hüft-Quotient gibt das Verhältnis von Taillen- zu Hüftumfang an. Dieser lässt sich folgendermaßen berechnen: Umfang der Taille/Umfang der Hüfte; wobei die Taille in der Mitte zwischen Beckenkamm und Rippenbogen und die Hüfte an der dicksten Stelle gemessen wird.
Dieses Verhältnis soll bei Männern kleiner als 1,0 und bei Frauen kleiner als 0,85 sein.
Der Taille-Hüft-Quotient liefert die Antwort auf die Frage, wo die Fettgewebsdepots sitzen. Bauchbetontes Übergewicht (erkennbar an der Silhouette, auch als Apfeltyp charakterisiert) bedeutet ein viel höheres Risiko, an Herz-Kreislauf-Erkrankungen zu erkranken. Für das kardiovaskuläre Risiko ist weniger das Übergewicht als vielmehr das Fettverteilungsmuster entscheidend. Besonders nachteilig wirken sich hier Fettgewebsdepots im Bauchraum und an den inneren bzw. Viszeralorganen aus. Dieses innere Bauchfettgewebe (Viszeralfett; siehe auch Bauchumfang) ist sehr stoffwechselaktiv, denn es ist anders zusammengesetzt als das Fettgewebe an Gesäß, Hüften und Oberschenkeln. Es kann besonders viele Fettsäuren freisetzen, die in der Leber in andere Fette umgebaut werden. Mit der Zunahme des inneren Bauchfettgewebes steigt daher auch das Risiko für Folgeerkrankungen. Diabetes und Bluthochdruck können begünstigt werden, und vor allem verändern sich die Blutfette ungünstig: Der Anteil gesundheitlich unerwünschten LDL-Cholesterins nimmt zu und gleichzeitig nimmt das gefäßschützende und daher gesundheitlich erwünschte HDL-Cholesterin ab. Dies kann unter speziellen Bedingungen bzw. Voraussetzungen zu Ablagerungen an den Innenwänden der Arterien führen (Arteriosklerose). Dadurch verengen sich die Gefäße und in der Folge ist die Versorgung der Organe mit Nährstoffen und Sauerstoff (innere Atmung) eingeschränkt.
Als ähnlich aussagekräftig oder sogar überlegen wird inzwischen die alleinige Messung des Bauchumfangs bzw. Taillenumfangs angesehen (s. dort).

## Sportmedizin
In der Sportmedizin wird der Quotient aus Bauchumfang und Hüftumfang auch als Hüft-Bauch-Umfang (HBU; engl. Waist-Hip-Ratio WHR) bezeichnet. Der Bauchumfang wird in der Mitte zwischen Beckenkamm und Rippenbogen parallel zum Boden gemessen. Der Hüftumfang ist das größte Maß über dem Gesäß.
{\displaystyle {\text{HBU}}={\frac {\text{Bauchumfang}}{\text{Hüftumfang}}}}
Die DGSP gibt in der Leitlinie Vorsorgeuntersuchung im Sport folgende Werte für den HBU an:
|               | Frauen     | Männer     |
| ------------- | ---------- | ---------- |
| Normalgewicht | < 0,8      | < 0,9      |
| Übergewicht   | < 0,8–0,84 | < 0,9–0,99 |
| Adipositas    | 0,0–> 0,84 | 0,0–> 0,99 |

## Adipositas
Die Weltgesundheitsorganisation (WHO) definiert abdominale Adipositas als ein Taille-Hüft-Verhältnis von über 0,90 bei Männern und über 0,85 bei Frauen.